# Zolotonoša
Zolotonoša (ukrajinsky i rusky Золотоноша) je město v Čerkaské oblasti na Ukrajině. Nachází se na řece Zolotonošce, přítoku Dněpru, ve vzdálenosti 30 kilometrů od Čerkas, hlavního města oblasti.

## Dějiny
První písemná zmínka o Zolotonoši je z roku 1576. Městem ve smyslu magdeburského práva se stala v roce 1635.

### Rodáci
- Isaak Boleslavskij (1919–1977), sovětský šachový velmistr
- Ber Borochov (1881–1917), jeden ze zakladatelů dělnického sionismu